# Angela Kyriakou
Angela Kyriakou (griechisch Άντζελα Κυριάκου; * 11. August 1977) ist eine ehemalige zyprische Fußballschiedsrichterassistentin.
Kyriakou war unter anderem Schiedsrichterassistentin bei der U-19-Europameisterschaft 2011 in Italien, bei der U-20-Weltmeisterschaft 2012 in Japan, bei der U-17-Weltmeisterschaft 2014 in Costa Rica, bei der Weltmeisterschaft 2015 in Kanada, bei der U-20-Weltmeisterschaft 2016 in Papua-Neuguinea und bei der Europameisterschaft 2017 in den Niederlanden.
2017 beendete sie ihre aktive Schiedsrichterkarriere.